# Hibiscus sterculiifolius
Hibiscus sterculiifolius är en malvaväxtart som först beskrevs av Jean Baptiste Antoine Guillemin och Perr., och fick sitt nu gällande namn av Ernst Gottlieb von Steudel. Hibiscus sterculiifolius ingår i Hibiskussläktet som ingår i familjen malvaväxter. Inga underarter finns listade i Catalogue of Life.